# 岩井茂樹 (政治家)
岩井 茂樹（いわい しげき、1968年〈昭和43年〉6月2日 - ）は、日本の政治家。静岡県東伊豆町長（1期）。学位は修士（工学）（名古屋大学・1996年）。選挙活動などでは岩井 しげき（いわい しげき）表記を用いる。
前田建設工業株式会社での勤務を経て、政治家秘書、参議院議員（2期）、参議院政府開発援助等特別委員長、参議院農林水産委員長などを歴任した。

## 概要
愛知県名古屋市昭和区生まれ、東京都出身。前田建設工業に勤務したのち、父である岩井國臣の秘書を経て、第22回参議院議員通常選挙で当選を果たす。第2次安倍改造内閣、第3次安倍内閣では経済産業大臣政務官・内閣府大臣政務官・復興大臣政務官を務め、菅義偉内閣では国土交通副大臣・内閣府副大臣・復興副大臣を務めた。参議院においては、政府開発援助等特別委員会や農林水産委員会で委員長を務めた。静岡県知事選挙にて川勝平太に挑んだものの、大差で敗北した。2022年3月に行われた東伊豆町長選挙に出馬し、無投票で当選した。

## 来歴

### 生い立ち
1968年（昭和43年）6月、愛知県名古屋市昭和区で生まれる。なお、本籍地は東京都世田谷区である。東京都立戸山高等学校を経て、福井大学を卒業。名古屋大学大学院工学研究科地圏環境工学専攻に進学し、環境工学、土木工学を学ぶ。1996年（平成8年）3月、名古屋大学大学院を修了。
1996年（平成8年）4月に前田建設工業に入社。同社では設計・施工管理を担当した。
2004年（平成16年）10月に退職すると、同年11月に岩井國臣事務所に入所し、父である参議院議員の岩井國臣の秘書となった。その傍ら、2006年（平成18年）4月から2010年（平成22年）3月にかけて、富士常葉大学の講師を非常勤で兼任するとともに、主任研究員も兼任していた。2007年（平成19年）、岩井國臣事務所を退職した。岩井國臣は同年7月に政界から引退した。
自由民主党静岡県支部連合会は、2009年（平成21年）10月執行の第20回参議院静岡県選出議員補欠選挙にあたって、候補者を公募で選定することを決定。これに応募して合格する。同年10月、自由民主党の静岡県参議院選挙区第四支部の支部長となる。同年、自民党公認で参議院議員補欠選挙に立候補したが、民主党公認で医師の土田博和に敗れ落選。

### 国政

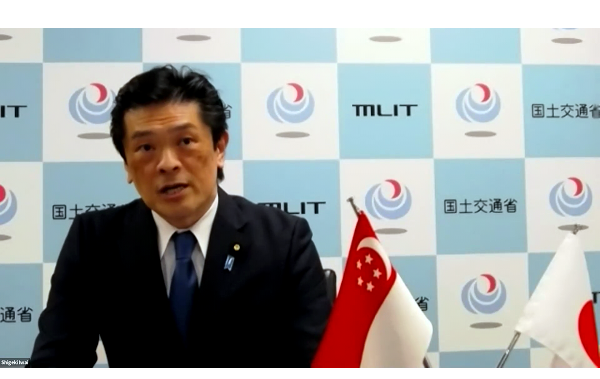
2021年3月5日、国土交通副大臣としてウェビナーに出席

2009年（平成21年）末、自民党県連は2010年（平成22年）の第22回参議院議員通常選挙で岩井を公認候補とすることを決定。同年7月の同選挙において同県選挙区より立候補。この選挙では「保守一徹」を掲げ、神道政治連盟の支援も受けて初当選した。2014年（平成26年）9月発足の第2次安倍改造内閣で、経済産業大臣政務官兼内閣府大臣政務官兼復興大臣政務官に就任した。同年12月に発足した第3次安倍内閣でも続投。
2016年（平成28年）7月、第24回参議院議員通常選挙で再選。同年8月、参議院の政府開発援助等特別委員会委員長に就任した。2017年（平成29年）9月、参議院の農林水産委員会委員長に就任した。2019年（令和元年）には、自由民主党の政務調査会の水産部会の部会長に就任した。2020年（令和2年）9月18日、菅義偉内閣で国土交通副大臣（災害対策、不動産・建設経済、水管理・国土保全、鉄道、自動車、国際、観光、気象関係施策の総括）に就任。現住所は静岡県三島市。なお、静岡県選挙区から当選しているが、参議院議員となってからも本籍は東京都世田谷区に置いたままである。

### 地方政界
2021年（令和3年）6月に実施される静岡県知事選挙で、自由民主党は浜松市長の鈴木康友の擁立を模索していた。しかし、鈴木が立候補を断念したため、その代替として自由民主党の静岡県支部連合会は岩井に立候補を急遽要請した。しかし、岩井が所属する平成研究会（竹下派）に対する事前の根回しがなかったため、派閥内では驚きをもって受け止められた。所属議員から「勝つ見込みがあって擁立するならともかく、捨て駒では困る」 などの意見が上がり、幹部の間でも反発する動きが強まった。自由民主党静岡県支部連合会は幹事長の二階俊博に対して岩井の立候補を促す要請書を手渡したが、この動きに対しても「要請書は本人に出すもので、幹事長に出すものではない」 との批判も挙がった。同年4月26日、岩井は自由民主党参議院会長を務めている平成研究会の関口昌一に立候補の意思を伝えたが、関口は選挙の事前情勢分析に基づき慎重姿勢に終始した。最終的に関口から「派閥として応援できない」 と言い渡された。
党本部の全面的な賛同を得られない状況ではあったが、岩井は同年4月28日に立候補を表明した。同年4月30日、知事選立候補準備のため、国土交通副大臣を辞任。同年5月12日、議員辞職願を提出し、同年5月14日の本会議で辞職が許可された。自由民主党静岡県支部連合会も、同年5月10日に岩井を推薦するよう党本部に対して正式に上申した。これを受け、同年5月12日に自由民主党本部は岩井を推薦することを正式決定した。なお、自由民主党の推薦を得たが公認は得ていないため、自由民主党の党籍は保持したまま「無所属」として立候補した。ところが、自公連立政権の一角を担う公明党中央幹事会は、岩井を推薦せず、自主投票とすることを決定した。また、JAグループの政治団体である「静岡県農政対策協議会」は岩井を推薦することを決定したものの、大井川用水を利用するJAでは岩井を推薦しない動きが表面化し、大井川農業協同組合や掛川市農業協同組合が岩井を推薦せず自主投票とすることを決めた。さらに、JRリニア中央新幹線着工に伴う大井川の水質・水量への影響を重視する層が、現職候補の川勝平太の支援に回った。
当初は自由民主党の本部と静岡県支部連合会とで温度差があったものの、推薦を正式決定してからは党本部と静岡県支部連合会とが一丸となって選挙運動を展開した。新型コロナウイルス感染症の流行が深刻化するなか、静岡県知事選挙の期間中は石破茂、林芳正、岸田文雄、甘利明など、自由民主党の重鎮が次々と応援のため静岡県を訪れ、古賀誠も支援に動いた。法務大臣の上川陽子、外務大臣の茂木敏充、内閣官房長官の加藤勝信など、菅義偉内閣の国務大臣らも次々と応援のため静岡県を訪れた。その結果、街頭での選挙運動では、対立候補である川勝平太を圧倒する動員力を誇示していた。ところが選挙戦中盤になっても、依然として川勝優勢の流れは止まらなかった。すると岩井は、投票日まであと5日という選挙戦終盤のタイミングで突如「1人1万円支給したい」 と発言し、新型コロナウイルス感染症のワクチンを接種した県民に対して一人あたり1万円を配布すると表明した。さらに、前内閣総理大臣である安倍晋三も、インターネット上で岩井に対する支援を呼びかけた。
2021年（令和3年）6月20日の投開票の結果、岩井は川勝平太に惨敗した。川勝は前回の知事選挙よりもさらに得票数を伸ばしており、川勝の得票率は6割を超えた。一方、岩井の得票率は3割台にとどまった。得票数も約62万票にとどまっており、前回の参議院議員選挙で自身が獲得した票数すら大きく下回った。静岡県内の市や町のうち、熱海市と東伊豆町のみ岩井が競り勝ったが、他の市町は全て川勝が勝利している。岩井が自宅をおく三島市でも川勝に敗れており、地盤があるとみられた東部でも全く勝てなかった。特に大井川用水を利用する地域では壊滅的な敗北を喫し、岩井が大敗する市町が相次いだ。吉田町では川勝が得票率7割を超えて圧勝しており、岩井の得票率は2割台にとどまった。島田市、菊川市、牧之原市、川根本町でも岩井はダブルスコアで大敗し、掛川市、藤枝市もほぼダブルスコアに近い敗北となった。農村部だけでなく、政令指定都市である浜松市や静岡市といった都市部においても大差で敗北した。特に静岡市長の田辺信宏は川勝と対立することが多く、熱心に岩井を支援していたものの、葵区、駿河区、清水区、全ての行政区で岩井が敗北した。出口調査によれば、自由民主党支持層の4割以上は川勝に投票しており、無党派層も7割以上が川勝に投票していた。なお、これほどの大敗となったものの、自由民主党静岡県支部連合会の会長である塩谷立は選挙後に「あと1週間あればという思いだ」 と述べており、あともう1週間あれば事態は変わっていたと分析している。
当選を果たした川勝平太は、選挙期間中の岩井と自由民主党について「政策集団としての政党の推薦でありながら、政策が実質的にないに等しいのは残念だった」 と評した。なお、選挙期間中より、岩井が不正確な表現で川勝平太を批判したり、岩井を支援する茂木敏充が演説で「閉塞感漂う静岡」 と発言したりする事態が発生していたが、選挙後も、投票終了とほぼ同時に岩井の落選が報じられると静岡県の有権者に対する誹謗中傷がインターネット上に多数投稿された。
2021年11月、任期満了に伴い2022年3月に行われる東伊豆町長選挙への立候補を表明。同月8日に告示され、他に立候補の届け出がなく無投票で初当選を果たした。

## 政策・主張

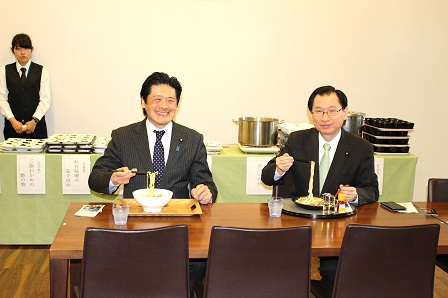
2015年2月24日、展示即売会にて復興大臣政務官として喜多方ラーメンを食べる岩井（左）と盛岡じゃじゃ麺を食べる復興副大臣浜田昌良（右）

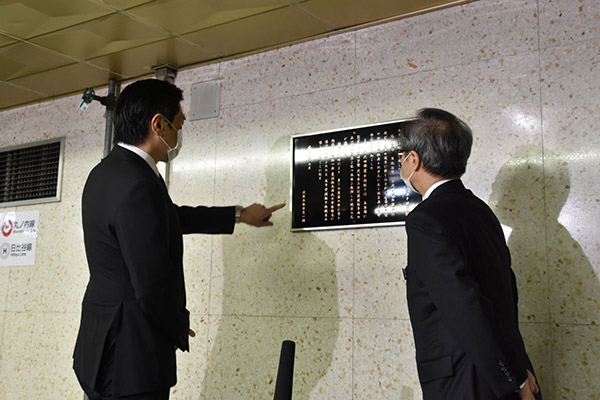
2021年3月20日、鉄道行政を担務とする国土交通副大臣として東京地下鉄霞ケ関駅を視察

Go To トラベルの推進
菅義偉内閣では国土交通副大臣に就任し、観光行政を担務とすることになったため、「Go To トラベル事業」を積極的に推進した。
2020年（令和2年）10月14日の就任記者会見において、岩井は「Go Toトラベル事業による国内観光需要の喚起をはかっていく」 と表明した。以降、国土交通副大臣としてGo To トラベル事業に携わった。しかし、新型コロナウイルス感染症の流行が深刻化する中、Go Toトラベル事業には批判的な意見が強まっていた。その結果、同年12月14日に内閣総理大臣の菅義偉がGo To トラベル事業の全国一斉停止を表明する事態となった。一方、Go To トラベル事業を支持する声もあり、岩井は同年12月16日にGo To トラベル事業早期再開を要望する日本旅館協会会長の浜野浩二らと面会している。
カジノの推進
「カジノ合法化」 や「パチンコ換金、合法化検討」 を掲げて「国際観光産業振興議員連盟」が発足すると、岩井も議連に参加した。菅義偉内閣にて国土交通副大臣に就任し、観光行政を担務とすることになったため、カジノに関連する任務も所管した。
2021年（令和3年）2月24日の衆議院内閣委員会の審議にて、国土交通副大臣として答弁に立ち、カジノで利益を得ても外国人客なら非課税にすると表明した。なお、自由民主党など与党が前年に取りまとめた税制改正大綱においては、カジノの日本人客には課税を求めているのに対し、外国人客については非課税にするとされていた。衆議院議員の阿部知子からカジノでの課税対象について質問され、岩井は「与党税調の議論を踏まえ、国内非居住者は非課税とする方向となっている」 と答弁した。この岩井の答弁に対して、阿部から「ギャンブル収益への非課税を国民は納得しない」 と反論された。
JRリニア中央新幹線への対応
菅義偉内閣にて2021年（令和3年）4月30日まで国土交通副大臣を務めており、鉄道行政を担務としていたため、JRリニア中央新幹線に関連する任務も所管していた。しかし、同年5月14日の記者会見にて静岡県知事選挙の公約を発表した際には、一転して「国交省だからといってリニア推進派ではない」 との主張を展開した。岩井の主張の変遷について、対立候補である川勝平太は「唐突に地域住民へのへつらいを口にして大きなブレを見せた」 と論評した。
なお、岩井が副大臣として在任している間、JRリニア中央新幹線工事に伴う大井川流量減少に関する議論について、国土交通省が「リニア中央新幹線静岡工区有識者会議」の議事録を改竄していたと報じられた。「リニア中央新幹線静岡工区有識者会議」を担当する国土交通省鉄道局施設課環境対策室の室長は「そのまま（議事録に）記載すると、理解が難しいので分かりやすく修正した」 と釈明したうえで「内容は変えていない」 と主張している。なお、静岡県庁は当初より会議内容を完全公開するよう要求しているが、国土交通省は拒否している。国土交通省鉄道局の局長は「会議の透明性を確保するために、報道に公開し、関係者にウェブ配信し、議事録も速やかに公開している」 と反論し、完全公開する必要まではないとしている。
2021年（令和3年）5月25日に開催された静岡県知事選挙の公開討論会においては、対立候補である川勝平太から「（大井川の）流量で出てきた問題が、実は生態系、あるいは水質、残土の処理など、全く解決されていないまま掘らせてくれということになっている。それを追認されているのが、（国の）有識者会議、それをまとめているのが（国土交通省の）鉄道局。それの担当だったのが岩井氏」 と指摘されると、岩井は苦笑いしつつ「場合によればルート変更という話も出てきているし、工事の中止も含めて、それはその時の状況をしっかり踏まえながら、毅然とした対応をしていく」 と発言した。これを聞きとがめた川勝は「自民党全体の責任においての発言か？」 と確認したうえで「ルート変更、あるいは工事の中止というのを決めるのは事業者。全国新幹線整備法があって、そこで事業者が判断して国が認める形になっている」 と指摘した。さらに川勝は「（前国交）副大臣がルート変更・工事中止というのを2回言った。これは私どもとしては、そこまで自民党の人たちが考えてくれているのは、誠に思いもかけぬ援軍」 と述べた。
ところが討論会終了後、マスコミから「ルート変更や（工事）中止に関して言及していたが？」 と質問された岩井は「あくまでも流域住民の思いをしっかりと事業者に伝えるという意味。結局、事業者が判断することになるが、ただやはり流域住民の思いをしっかりと伝えたい。それをしっかりと主張していくという意味」 と回答した。
環太平洋パートナーシップ協定への対応
環太平洋パートナーシップ協定（TPP）に関しては、反対する議員連盟に参加していたものの、第192回国会では賛成票を投じている。
2011年（平成23年）には「TPP（環太平洋連携協定）交渉参加への反対に関する請願」の紹介議員の一人として名を連ねていた。さらに、環太平洋パートナーシップ協定に反対する「TPP参加の即時撤回を求める会」が2013年（平成25年）に発足すると、岩井も会員として名を連ねていた。同年3月には、JAなどが主催する「国益を守れないTPP交渉参加断固反対緊急全国集会」に出席していた。ところが、2016年（平成28年）12月9日の参議院本会議において、岩井は環太平洋パートナーシップ協定承認案に賛成票を投じている。
夫婦別姓制度
選択的夫婦別姓制度の導入に2010年の選択式アンケート調査で反対としていた。2016年の朝日新聞の選択式アンケート調査では「どちらとも言えない」としている。
2021年1月30日、岩井ら自民党国会議員有志50人は、47都道府県議会議長のうち同党所属の約40人に、選択的夫婦別姓の導入に賛同する意見書を採択しないよう求める文書を郵送した。地方議員や市民団体は、地方議会の独立性を脅かす行為だとして岩井らを批判した。
憲法改正
憲法改正に賛成。
消費税
「消費税0％の検討」を掲げた『国民を守るための「真水100兆円」令和2年度第2次補正予算に向けた提言』に賛同している。

## 発言
「時短要請に応じた飲食店に1日4万円の協力金を出す制度を作ったが、川勝知事はまったく動かなかった」
2021年（令和3年）6月12日、静岡県知事選挙のため静岡県沼津市で演説した岩井は、新型コロナウイルス感染症対策について「国が緊急事態宣言発令区域外でも時短要請に応じた飲食店に1日4万円の協力金を出す制度を作ったが、川勝知事はまったく動かなかった」 などと主張した。
しかし、静岡県が新型インフルエンザ等対策特別措置法に基づく時短要請を実施した際には、いずれも協力金を支給している。静岡県は県下一斉の時短要請は行っていないが、特別措置法に基づく時短要請を過去2回発動している。1回目は2020年（令和2年）12月23日から富士市を対象に時短要請を行っているが、その際には4万円の協力金支給を決定している。2回目は2021年（令和3年）5月19日から湖西市を対象に時短要請を行っているが、その際にも一日あたり2万5000円から7万5000円を支給し、大規模な企業については最大一日20万円の協力金支給を決定している。そのため、『静岡新聞』によるファクトチェックでは「『まったく動かなかった』というのは不正確な表現」だと指摘している。
「川勝知事が流域住民に説明に行くなとJRに言っている」
2021年（令和3年）6月16日、静岡県知事選挙のため静岡県磐田市で演説した岩井は、JRリニア中央新幹線工事問題について「JR東海が大井川流域の住民に説明に来ていない。川勝知事が流域住民に説明に行くなとJRに言っているから」 などと主張した。
しかし、これは大井川利水関係協議会の規約により、東海旅客鉄道との連絡、調整、交渉は静岡県を通じて実施すると定められているためである。この協議会は、2018年（平成30年）に静岡県と大井川流域の10市町に加えて利水団体も参画して結成されたものであり、静岡県に交渉を一本化したのは県だけで勝手に判断したわけではない。そのため、『静岡新聞』のファクトチェックでは「知事がJR東海の説明を止めているとの趣旨の発言は不正確」 だと指摘している。

## 家族・親族
父親は参議院議員で、参議院決算委員長や国土交通副大臣等を歴任した岩井國臣。

## 略歴

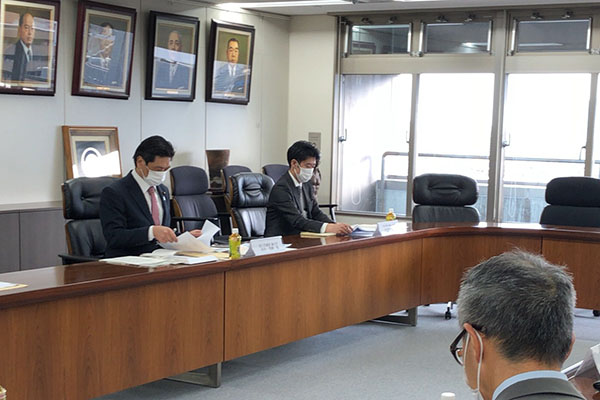
2021年4月10日、国土交通副大臣として静岡県建設業協会と意見交換

- 1968年 - 愛知県名古屋市昭和区にて誕生[2]。
- 1996年 - 名古屋大学大学院工学研究科修了[3]。
- 1996年 - 前田建設工業入社[2][3]。
- 2004年 - 前田建設工業退職[2]。
- 2004年 - 岩井國臣事務所入所[2][3]。
- 2006年 - 富士常葉大学講師[2][3]。
- 2006年 - 富士常葉大学主任研究員[2]。
- 2007年 - 岩井國臣事務所退職[2]。
- 2009年 - 自由民主党静岡県参議院選挙区第四支部支部長[2]。
- 2009年 - 参議院議員補欠選挙落選。
- 2010年 - 第22回参議院議員通常選挙当選[3]。
- 2014年 - 経済産業大臣政務官・内閣府大臣政務官・復興大臣政務官（第2次安倍改造内閣）[3]。
- 2014年 - 経済産業大臣政務官・内閣府大臣政務官・復興大臣政務官（第3次安倍内閣）[3]。
- 2016年 - 第24回参議院議員通常選挙当選[3]。
- 2016年 - 参議院政府開発援助等特別委員長[3]。
- 2017年 - 参議院農林水産委員長[3]。
- 2019年 - 自由民主党政務調査会水産部会部会長[2]。
- 2020年 - 国土交通副大臣・内閣府副大臣・復興副大臣（菅義偉内閣）[3]。
- 2021年 - 参議院議員辞職[18]。
- 2021年 - 静岡県知事選挙落選[4]。
- 2022年 - 東伊豆町長選挙で初当選[1]。

## 所属団体・議員連盟
- 空き家対策推進議員連盟[71]
- あなたの街にも国宝を議員連盟[71]
- 遺家族議員協議会[71]
- 医療専門職の人材育成を考える会[71]
- 美しい富士山を創り守る会[71]
- 海岸保全整備推進議員連盟[71]
- 海事振興議員連盟[71]
- 果樹農業振興議員連盟[71]
- かつお・まぐろ漁業推進議員連盟[71]
- 官公庁営繕を考える議員の会[71]
- 木の総合文化（ウッドレガシー）を推進する議員連盟[71]
- 行政書士制度推進議員連盟[71]
- 共同養育支援議員連盟[71]
- 漁港漁場漁村整備促進議員連盟[71]
- グラウンド・ゴルフ振興議員連盟[71]
- 下水道事業促進議員連盟[71]
- 憲法96条改正を目指す議員連盟[71]
- 高温ガス炉推進議員連盟[71]
- 公共工事品質確保に関する議員連盟[71]
- 港湾議員連盟[71]
- 国際観光産業振興議員連盟[50][71]
- 國酒を愛する議員の会[71]
- 国民医療を守る会[71]
- 国民歯科問題議員連盟[71]
- 古民家再生議員連盟[71]
- 米消費拡大・純米酒推進議員連盟[71]
- コンテンツ産業振興議員連盟[71]
- 左官業振興議員連盟[71]
- 砂防事業促進議員連盟[71]
- 参議院ASEAN議員交流推進議員連盟[71]
- 参議院自由民主党・日露議員懇話会[71]
- 参議院農業・農協研究会[71]
- 産業・資源循環議員連盟[71]
- CLTで地方創生を実現する議員連盟[71]
- 自衛官支援議員連盟[71]
- 資源確保戦略推進議員連盟[71]
- 資源リサイクル推進議員連盟[71]
- 自動車議員連盟[71]
- 自動車整備議員連盟[71]
- JICA議員連盟[71]
- 自由民主党オートバイ議員連盟[71]
- 自由民主党看護問題対策議員連盟[71]
- 自由民主党水族館を応援する議員連盟[71]
- 自由民主党水道事業促進事業促進議員連盟[71]
- 自由民主党全国保育関係議員連盟[71]
- 自由民主党たばこ議員連盟[71]
- 自由民主党知的障害福祉推進議員連盟[71]
- 自由民主党賃貸住宅対策議員連盟[71]
- 自由民主党・電力安定供給推進議員連盟[71]
- 自由民主党統合医療推進議員連盟[71]
- 自由民主党どうぶつ愛護議員連盟[71]

- 自由民主党農村基盤整備議員連盟[71]
- 自由民主党バス議員連盟[71]
- 自由民主党フロン類対策推進議員連盟[71]
- 自由民主党モータースポーツ振興議員連盟[71]
- 自由民主党臨床検査に関する制度推進議員連盟[71]
- 珠算教育振興議員連盟[71]
- 小規模企業税制確立議員連盟[71]
- 小規模企業を支援する参議院の会[71]
- 人口急減地域対策議員連盟[71]
- 新商工議員連盟[71]
- 神道政治連盟国会議員懇談会[71]
- 森林整備・治山事業促進議員連盟[71]
- 森林を活かす都市の木造化推進議員連盟[71]
- 水産政策推進議員協議会[71]
- 水力発電促進議員連盟[71]
- 生活衛生議員連盟[71]
- セルロースナノファイバー活用推進議員連盟[71]
- 全国温泉振興議員連盟[71]
- 創生「日本」[72]
- 測量設計議員連盟[71]
- 宝塚を応援する参議院議員の会[71]
- ダム・発電関係市町村等振興議員連盟[71]
- 地域公共交通の活性化及び再生を目指す議員連盟[71]
- 地域づくりと道路整備に関する勉強会[71]
- 地域の農林水産業の振興促進議員連盟[71]
- 治水議員連盟[71]
- 茶業振興議員連盟[71]
- 鳥獣捕獲緊急対策議員連盟[71]
- 町村の振興を考える会[71]
- TPP交渉における国益を守り抜く会
- TPP参加の即時撤回を求める会[59]
- 伝統と創造の会
- 土地家屋調査士制度改革推進議員連盟[71]
- 日本会議国会議員懇談会
- 日本の領土（竹島、尖閣諸島等）を守るため行動する議員連盟[71]
- 日本メコン地域諸国友好議員連盟[71]
- 配置薬議員連盟[71]
- バレエ文化振興推進議員連盟[71]
- パン産業振興議員連盟[71]
- 物流倉庫振興推進議員連盟[71]
- 防衛省情報施設振興議員連盟[71]
- ボーイスカウト振興国会議員連盟[71]
- 街の酒屋さんを守る国会議員の会[71]
- みんなで靖国神社に参拝する国会議員の会[71]
- モビリティと交通の新時代を創る議員の会[71]
- 森のようちえん振興議員連盟[71]
- 郵便局の新たな利活用を推進する議員連盟[71]
- ユニバーサル社会推進議員連盟[71]
- 養鰻振興議員の会[71]
- ヨガ推進議員連盟[71]
- 与党技術士議員連盟[71]
- ルール形成戦略議員連盟[71]

### 註釈
1. ↑  富士常葉大学は、常葉学園大学、浜松大学と統合され、2013年に常葉大学に改組された。
2. ↑  静岡県の人口は約364万人である。全員がワクチンを接種するわけではないが、単純計算で約364億円の予算が必要となる。
3. ↑  新型インフルエンザ等対策特別措置法は、新型インフルエンザだけでなく新型コロナウイルス感染症にも適用されている。